# Ольгинское сельское поселение (Абинский район)
Ольгинское сельское поселение — муниципальное образование в Абинском районе Краснодарского края России.
В рамках административно-территориального устройства Краснодарского края ему соответствует Воскресенский сельский округ.
Административный центр — хутор Ольгинский.

## Население
| 2010  | 2012  | 2013  | 2014  | 2015  | 2016  | 2017  |
| ----- | ----- | ----- | ----- | ----- | ----- | ----- |
| 2670  | ↘2630 | ↘2575 | →2575 | ↘2564 | ↘2525 | ↘2479 |
| 2018  | 2019  | 2020  | 2021  | 2023  |       |       |
| ↘2477 | ↘2458 | ↘2455 | ↗2500 | ↘2465 |       |       |

## Населённые пункты
В состав сельского поселения (сельского округа) входят 5 населённых пунктов:
| № | Населённый пункт | Тип населённого пункта | Население (чел.) |
| - | ---------------- | ---------------------- | ---------------- |
| 1 | Ольгинский       | хутор                  | ↗1310            |
| 2 | Богдасаров       | хутор                  | ↘66              |
| 3 | Ленинский        | хутор                  | ↗874             |
| 4 | Нечаевский       | хутор                  | ↘43              |
| 5 | Свободный        | хутор                  | ↗377             |